# Bentos

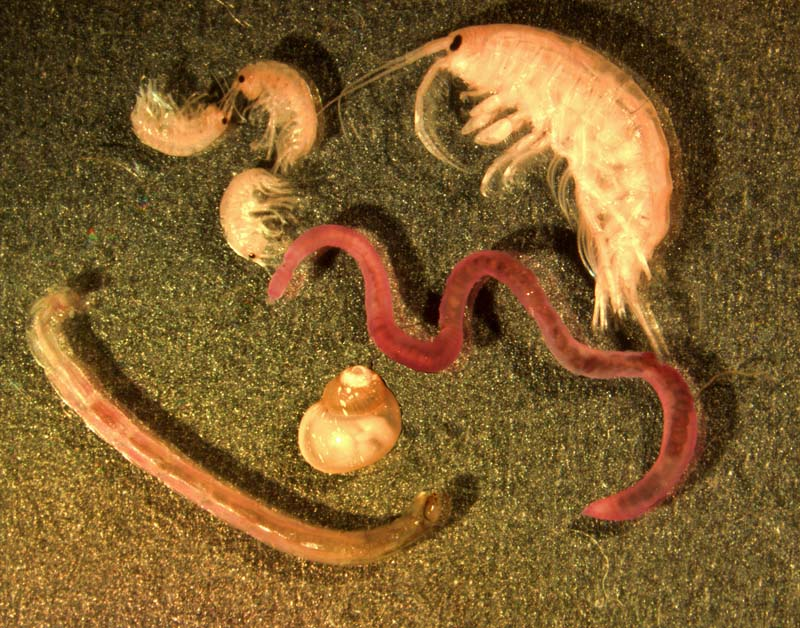
Animais típicos do bentos

Bentos é a comunidade de organismos que vive no substrato de ambientes aquáticos. A primeira menção da expressão «bentos» (que provém do étimo grego bénthos, que significa «profundezas marinhas») foi feita em 1834 por um naturalista/artista alemão chamado Ernst Haeckel, que usou o termo para se referir a formas de vida que habitam o fundo dos mares. 
A expressão engloba os organismos que vivem fixos ou não ao substrato, sendo comummente empregada em áreas da ciência como ecologia, biologia marinha, limnologia e oceanografia. O termo bentos é uma contraposição aos termos plâncton e nécton que referem-se a comunidades de organismos pelágicos que vivem na coluna de água de ambientes aquáticos.
Os organismos bênticos ou bentónicos são aqueles que vivem associados ao substrato (consolidado ou não), seja em ambientes marinhos, salobros ou dulcícolas. Esses organismos distribuem-se dentro ou sobre os sedimentos, fixos sobre rochas e demais tipos de substratos, como por exemplo corais. No oceano, os organismos bentónicos também podem viver nas zonas entremarés (conhecida como litoral), infralitoral, batibentónica, abissobentónica e hadobentónica. As duas primeiras fazem parte da zona costeira, enquanto as três últimas fazem parte da zona profunda. Devido à pouca penetração da luz na coluna de água, a distribuição de vegetais bentónicos está limitada às camadas superficiais do ambiente marinho. Logo, a ocorrência de fitobentos está confinada às zonas entremarés e infralitoral dos oceanos, podendo ser encontrado em profundidades máximas de 30 a 100 metros.[carece de fontes?] Sendo assim, o bentos de áreas profundas é composto principalmente de bactérias e animais. 
As comunidades bentónicas são frequentemente usadas como indicadores biológicos porque elas podem fornecer informações sobre condições ambientais, devido à sensibilidade de uma única espécie (conhecida como espécie indicadora) ou por causa de alguma característica geral que faz a comunidade integrar os sinais do ambiente (como a poluição) ao longo do tempo. 

## Particularidades gramaticais
Assim, a palavra «bentos» tem sentido coletivo e podendo ser empregada com artigo e concordância verbal no singular ou no plural, sendo considerada um substantivo masculino de dois números. Não obstante, a variante «bento», substantivo masculino singular, existe com o mesmo sentido e alcance que «bentos».

## Classificação dos organismos bentónicos

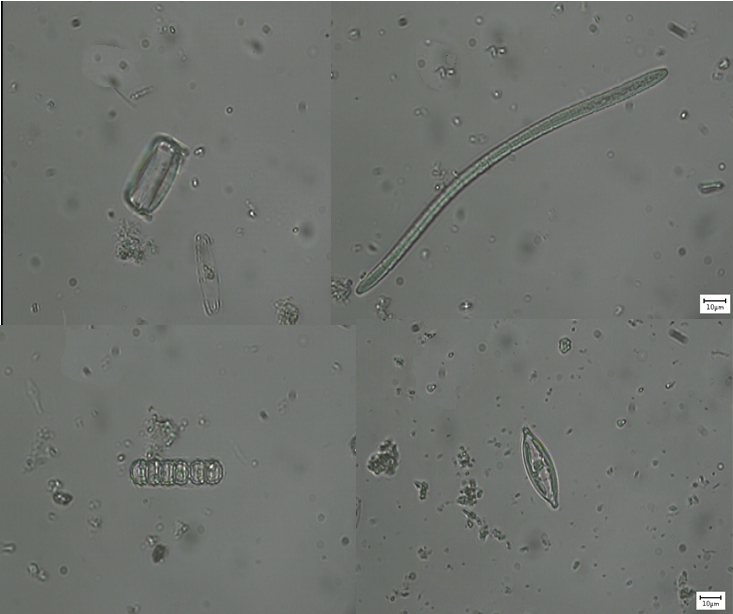
Diatomáceas do microfitobentos estuarino

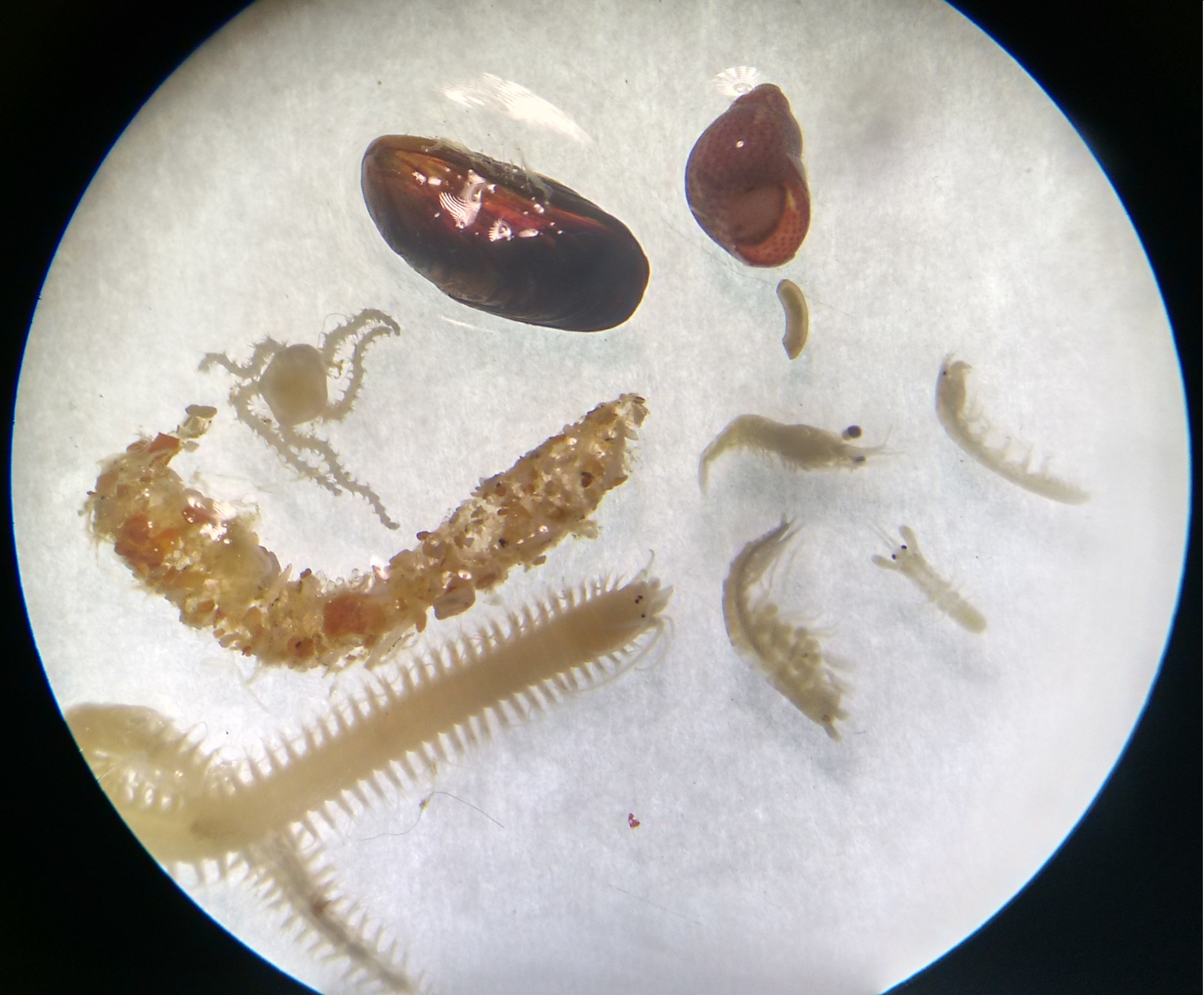
Animais invertebrados bentónicos

A comunidade bentónica é bastante complexa e inclui uma grande diversidade de organismos (bactérias, fungos, plantas e animais) que podem ser classificados quanto ao seu tipo e tamanho. A fauna invertebrada também pode ser classificada quanto à posição que ocupa no substrato.

### Classificação por tipo
Quanto ao tipo, os organismos bentónicos podem ser divididos em fitobentos e zoobentos.
O fitobentos abrange os organismos que pertencem ao Reino Vegetal, incluindo macroalgas, microalgas e plantas aquáticas que apresentam raízes. O fitobentos pode ser separado em algumas categorias, como: angiospermas semiaquáticas, angiospermas permanentemente submersas, macroalgas talosas/filamentosas fixas a substratos duros e microalgas unicelulares/filamentosas associadas a sedimentos não consolidados.
O zoobentos abrange os organismos que pertencem ao Reino Animal, incluindo desde animais microscópicos até aqueles visíveis a olho nu, e ao Reino Protista. Dentro do zoobentos, destacam-se alguns grupos mais abundantes como as esponjas, os poliquetas, os moluscos e os crustáceos, cada qual com sua morfologia e adaptações diferentes ao ambiente bentónico.

### Classificação por tamanho
Quanto ao tamanho, os organismos bentónicos são classificados em:  
- microbentos: organismos menores que 0,063 mm;
- meiobentos: organismos entre 0,063 mm e 0,5 mm;
- macrobentos: organismos maiores que 0,5 mm até 10,0 mm;
- megabentos: organismos maiores que 10,0 mm.

O microbentos é constituído por organismos microscópicos que se desenvolvem sobre o substrato, incluindo bactérias, protozoários e microalgas. Dentro desse grupo, os organismos mais importantes são as diatomáceas epipsâmicas.
O meiobentos é formado por animais que geralmente vivem enterrados no sedimento. Esses organismos podem viver livres no sedimento ou dentro das estruturas por eles construídas. Nesse grupo estão muitos moluscos (ex.: bivalves e gastrópodes), crustáceos (ex.: anfípodas e decápodes) e vários tipos de vermes (ex.: poliquetas e oligoquetas). No meiobentos há ainda uma população temporária de larvas e juvenis de organismos que irão compor a macrofauna bentónica quando se tornarem adultos. 
O macrobentos é formado por animais visíveis a olho nu, como a maior parte dos caranguejos, os equinodermos, as larvas de insetos, os vermes oligoquetas e algumas espécies de peixes. 

### Classificação por posição ocupada no substrato
Os invertebrados bentónicos podem ser diferenciados conforme o habitat preferencial que ocupam. A infauna ou endofauna inclui todos aqueles organismos que escavam ou se encontram enterrados no sedimento ou nas rochas. Tais organismos são mais abundantes e diversificados em substratos não consolidados. A endofauna de substratos duros é representada por organismos que perfuram quimicamente ou mecanicamente rochas e madeira. A endofauna de substratos moles, além de escavar o sedimento, também constrói túneis, galerias, tubos e outros tipos de abrigos. Quase todos os vermes e bivalves pertencem à endofauna de substratos moles. A epifauna inclui espécies que vivem ou se deslocam sobre o substrato e são mais adaptadas a viver em substratos consolidados. A epifauna pode ser fixa, vágil ou ainda ter hábito sedentário. Muitos caranguejos e gastrópodes pertencem a essa categoria. A epifauna inclui também invertebrados epífitos, ou seja, organismos que vivem na superfície da vegetação submersa, tais como os anfípodas.

## Distribuição

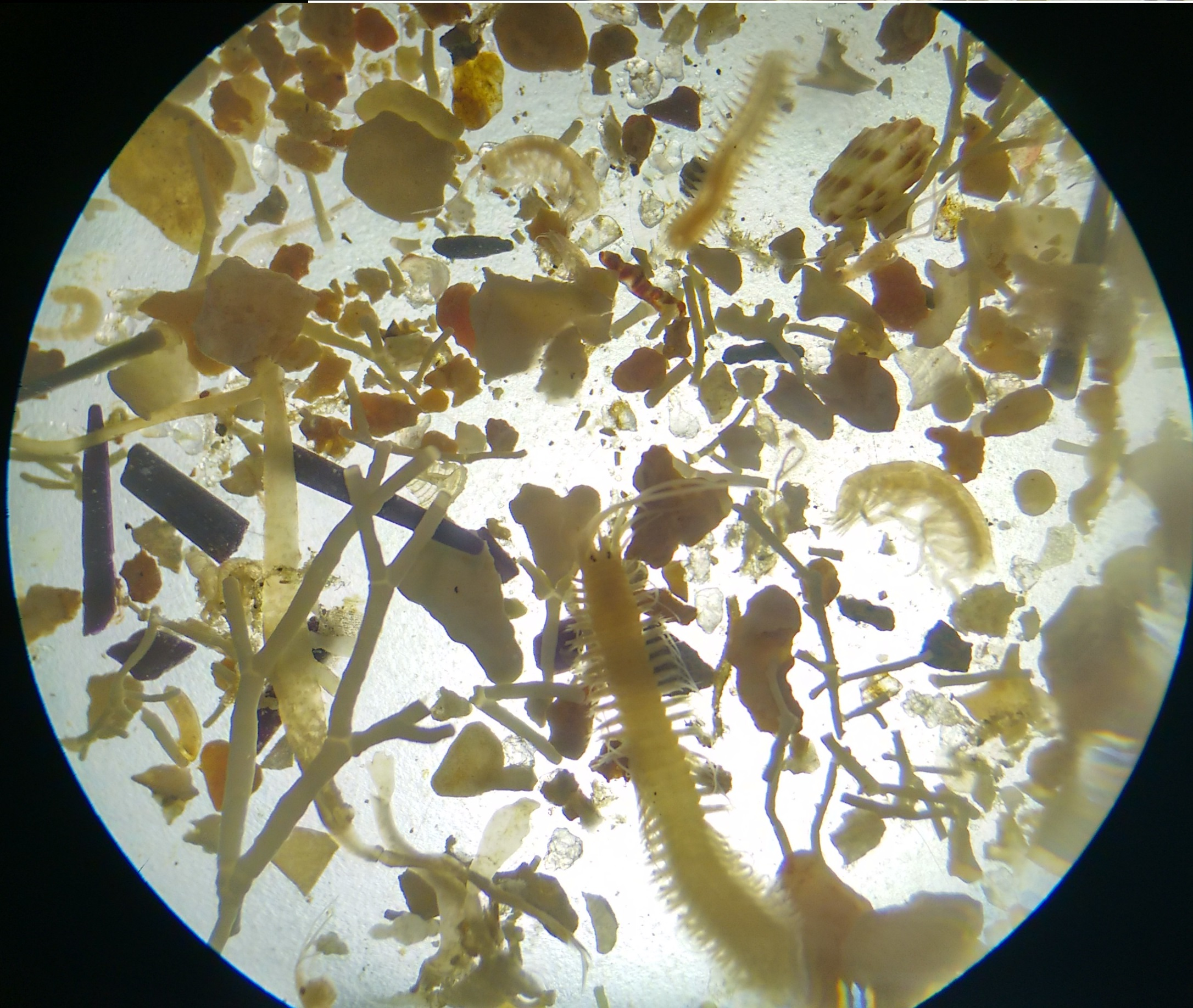
Amostra de ambiente bentónico recifal

Os organismos bentónicos são encontrados em uma grande variedade de habitats sobre ou dentro do substrato e sua diversidade é principalmente controlada pela temperatura, pelas correntes e pela energia das ondas. Por exemplo, a diversidade tende a ser maior em águas mais quentes. A composição, diversidade e robustez das comunidades bentónicas diferem naturalmente de acordo com a região bioclimática, com o tipo de ecossistema e também com as características específicas do habitat em que os organismos vivem, como salinidade da água de fundo, taxa de renovação da água, tipo de sedimento, entre outros. Costões rochosos, praias arenosas, manguezais, marismas, estuários, comunidades de algas marinhas e recifes de coral são exemplos de habitats bentónicos.
Os recifes de coral destacam-se por serem um dos habitat que abriga o maior número de espécies no planeta,  oferecendo um ambiente seguro e estável, fonte de dióxido de carbono e nutrientes para as comunidades bentónicas. Além de corais, outros organismos colonizam os recifes como algas vermelhas e verdes, cianobactérias, vermes e ostras.
Os costões rochosos têm grande abundância de organismos bênticos devido a fatores como: grande disponibilidade de alimento, grande número de habitats e variedade de nichos disponíveis para ocupação, que variam de poças de maré com água quente a fendas profundas e escuras. Algas incrustantes, moluscos, caranguejos, polvos e estrelas-do-mar utilizam os habitats da zona entremarés de um costão rochoso para fixação, esconderijo, acasalamento e local de predação. Os organismos da zona entremarés estão sujeitos a alterações das marés e, portanto, são adaptados a diversas condições de exposição.
Manguezais, marismas e estuários são ecossistemas bastante produtivos e servem como lar e berçário para uma enorme variedade de espécies bentónicas. Os organismos que habitam esses ecossistemas necessitam tolerar grandes variações de salinidade, temperatura e ação de correntes. Moluscos, crustáceos, anelídeos, algas marinhas (verdes, vermelhas e diatomáceas bentónicas) e larvas de peixes estão entre as principais populações encontradas nesses ambientes.
As florestas de kelps (macroalgas marinhas) representam um ambiente favorável a comunidades bentónicas por fornecerem abrigo e possuirem alta produtividade primária. Com boas condições de luz e nutrientes, as algas podem produzir carboidratos que servirão de alimento para alguns animais, como os ouriços. Diversos animais se aderem à superfície das macroalgas para buscar abrigo contra predadores nessas estruturas ou para consumir fragmentos e detritos dos kelps.

## Adaptações dos organismos
Para viverem associados ao substrato, os organismos bentónicos desenvolveram adaptações importantes, influenciadas principalmente pelas características do habitat que ocupam. Essas adaptações são as mais variadas possíveis e algumas delas resumidamente abordadas abaixo.

### Tamanho do grão
O tipo de sedimento do fundo, especialmente o tamanho do grão é um dos fatores mais importantes que afetam as comunidades bentónicas de fundos moles. A maioria dos sedimentos é constituída por uma mistura de partículas de tamanhos diferentes, entretanto a seletividade do sedimento afeta sua porosidade e consequentemente a quantidade de água, oxigênio e alimento disponível nos ambientes bentónicos. De acordo com o tamanho dessas partículas (cascalho, areia, silte e argila) pode-se entender as condições do ambiente e da comunidade associada.

### Disponibilidade de oxigénio
O oxigénio dissolvido na água intersticial do sedimento é utilizado para a respiração dos animais e também pelas bactérias decompositoras. Abaixo da superfície do sedimento não há luz e, portanto, não há fotossíntese, de modo que a infauna depende da circulação de água através do sedimento para reabastecer seu suprimento de oxigênio. A infauna tem que se adaptar à falta de oxigênio especialmente em fundos lodosos onde existe muita matéria orgânica a ser decomposta e pouco fluxo de água. Muitos animais podem bombear água rica em oxigênio (a partir da superfície) por meio de sifões ou por meio da escavação de suas tocas, como os animais bioturbadores. Outras adaptações às baixas concentrações de oxigênio no sedimento são comuns, como a redução do metabolismo, o desenvolvimento de respiração anaeróbica (mesmo que bastante limitada), a associação com bactérias simbióticas e até o surgimento de hemoglobinas especiais, para extrair o máximo de oxigênio possível da água intersticial. 

### Locomoção
Os animais bentónicos de fundos moles utilizam uma variedade de formas de locomoção para cavar e entrar nos sedimentos. A ancoragem é bastante utilizada por mariscos e berbigões, já que esses animais mudam o formato dos “pés” que funcionam como âncoras e então puxam o resto do corpo para dentro. Muitos outros animais de corpo mole utilizam técnicas semelhantes, como os oligoquetas que usam a expansão da faringe para se enterrarem. Ouriços podem cavar utilizando seus espinhos e pés em forma de tubo e muitos crustáceos, como camarões e tatuíras, cavam o sedimento com seus pés articulados. Já os animais da meiofauna locomovem-se entre os grãos de sedimento, por isso a grande maioria desses indivíduos tem o corpo vermiforme, que permite que eles deslizem mais facilmente nos intertícios do sedimento.

### Alimentação
Muito dos animais bentónicos são iliófagos, se alimentando de depósitos sedimentares, outros pastam sobre organismos fixos às partículas do sedimento e outros predam animais intersticiais. Em fundos moles, os detritos são a principal fonte de alimento, porém as diatomáceas também podem formar grandes tapetes produtivos sobre a superfície do fundo e até o plâncton trazido pelas marés contribui como fonte de alimento. Em sedimentos lamosos, alguns animais como pepinos-do-mar e vermes alimentam-se ingerindo sedimento à medida que se enterram nele. Neste caso, eles digerem somente os organismos e animais de pequeno porte que vivem entre as partículas de sedimento. Há ainda animais mais seletivos, que escolhem as partículas orgânicas das quais se alimentam, como as bolachas-do-mar e os mariscos.

### Exposição ao ar e dessecação
Em ambientes bentónicos de costões rochosos expostos à ação das marés, os organismos devem se adaptar principalmente à exposição ao ar e à dessecação. Essas adaptações podem ser na morfologia (como no caso do fechamento hermético de valvas de bivalves), na produção de conchas não porosas e na abertura estreita da concha (como em gastrópodes). Além disso, vários organismos secretam conchas mais claras para refletir o calor. Existem também adaptações de natureza fisiológica, como a tolerância de algas a níveis de desidratação de até 90%, a pigmentação brilhante de muitos liquens para filtrar o excesso de luz, a produção de muco em anêmonas e o resfriamento por evaporação de cirrípedes. Há ainda adaptações de natureza comportamental como a migração vertical dos organismos vágeis em função da maré e o refúgio em fendas no costão ou bancos de algas.

### Estresse das ondas
O estresse causado pelas ondas sobre os organismos bentónicos também impõe certas adaptações, visto que as ondas exercem um estresse mecânico destrutivo, promovem abrasão por areia e seixos, perturbam ou depositam o sedimento, renovam o oxigênio e reduzem o dióxido de carbono. As ondas também afetam o movimento dos organismos e, portanto, limitam a alimentação ou mantêm afastados os predadores. Além disso, as ondas são capazes de borrifar áreas que não seriam normalmente cobertas pela maré. As diferenças no grau de exposição às ondas têm consequências para os organismos bentónicos porque influenciam diretamente a distribuição de alguns deles, principalmente a capacidade de fixação. Alguns organismos sésseis possuem estruturas de fixação permanente (como os cimentos das cracas e ostras) ou temporária (como os bissos nos mexilhões e os apressórios nas macroalgas). Outros organismos, como ouriços-do-mar e peixes, refugiam-se em fendas ou reentrâncias para se protegerem das ondas.

## Relações Ecológicas
O bentos é um importante elo na cadeia alimentar aquática, principalmente em ambientes estuarinos, pois participam da remineralização da matéria orgânica tornando os nutrientes novamente disponíveis na coluna de água. Essa remineralização da matéria orgânica é fundamental para a manutenção das altas taxas de produtividade primária nos estuários. Os organismos meiobentónicos servem de alimento para uma variedade de animais de níveis tróficos superiores (como o macrobentos e os peixes demersais). Além disso, uma série de invertebrados bentónicos, principalmente mariscos, é consumida por seres humanos e outros, tais como os vermes, são utilizados para fins recreativos como isca de pesca.

## Curiosidades

### Comunidades bentónicas de mar profundo
O bentos do mar profundo é dominado por animais que se alimentam de depósitos de sedimento. Os grupos dominantes são a meiofauna, os vermes poliquetas, os crustáceos, os moluscos bivalves, os pepinos-do-mar, os ofiúros e as estrelas-do-mar. O metabolismo de organismos em águas frias tende a ser mais lento, por isso a maioria dos animais de mar profundo necessita de pouco alimento, move-se muito devagar e tem vida longa. Alguns podem se alimentar menos de uma vez por ano e viver centenas de anos. Esses organismos que habitam o assoalho oceânico desenvolvem estratégias alimentares inusitadas, como alguns animais cuja boca pode ser confundida com o contorno natural das vazas e, assim, atuam como “cavernas vivas” atraindo presas que buscam proteção. Algumas espécies são capazes de sentir o odor de organismos mortos enterrados a grandes distâncias e gastam semanas ou meses seguindo seu faro até o alimento. Nesses ambientes de mar profundo, comunidades pelágicas e bentónicas compartilham algumas adaptações, tais como gigantismo (os organismos tendem a ser maiores que suas contrapartes em oceanos rasos) e fragilidade (a deficiência de cálcio impede o desenvolvimento de uma rígida estrutura de sustentação).

### Comunidades bentónicas de fontes hidrotermais
As comunidades bentónicas das fontes hidrotermais estão localizadas a mais de 3000 metros de profundidade ao redor de grandes jatos de água superaquecida (350 ºC). A água de fundo é rica em sulfeto de hidrogênio, dióxido de carbono e oxigênio. Esses compostos químicos favorecem bactérias especializadas que representam a base de uma cadeia alimentar com animais únicos, como grandes caranguejos, bivalves (do tamanho de um sapato), anêmonas, camarões e vermes incomuns (como os pogonóforos que podem medir 3 a 4 metros de comprimento e ter a largura de um braço humano).[carece de fontes?] Alguns camarões desenvolvem órgãos especiais que permitem que eles "enxerguem" o calor emanado pelas fontes hidrotermais, podendo assim se afastar do local para se alimentar e retornar em seguida.